# Pellobunus
Genre
Synonymes
- Psyctrapus Roewer, 1933

Pellobunus est un genre d'opilions laniatores de la famille des Samoidae.

## Distribution
Les espèces de ce genre se rencontrent du Mexique au Venezuela.

## Liste des espèces
Selon World Catalogue of Opiliones (12/10/2021) :
- Pellobunus camburalesi Rambla, 1978
- Pellobunus haitiensis (Šilhavý, 1979)
- Pellobunus insularis Banks, 1905
- Pellobunus insulcatus (Roewer, 1954)
- Pellobunus longipalpus Goodnight & Goodnight, 1947
- Pellobunus trispinatus Goodnight & Goodnight, 1947
- † Pellobunus proavus Cokendolpher, 1987

## Publication originale
- Banks, 1905 : « Arachnids from Cocos Island, 3. » Proceedings of the Entomological Society of Washington, vol. 7, no 1, p. 20–23 (texte intégral).